# Seydou Sy
Pour les articles homonymes, voir Sy.
Seydou Sy, né le 12 décembre 1995 à Dakar, est un footballeur sénégalais qui évolue au poste de gardien de but au FC Mondercange

## Biographie

### En club
Passé par la Turquie et l'Italie, Seydou Sy rejoint l'AS Monaco en 2014. Troisième gardien dans la hiérarchie, il dispute son premier match le 20 mai 2017 lors d'une victoire 3-2 à Rennes.
Lors de la saison 2017-2018, il est toujours troisième gardien dans la hiérarchie et joue quelques matchs notamment en coupe de France face à Lyon où il rentre à la place de Benaglio. Il compte deux matchs de ligue 1 en tant que titulaire à la suite des blessures de Subasic et Benaglio.
Le 24 juin 2020, le club monégasque annonce son départ. Il retrouve un club six mois plus tard en s'engageant jusqu'en juin 2021 avec le CD Nacional.

### En équipe nationale
Sy dispute la CAN U20 2015 et la Coupe du monde U20 2015 avec le Sénégal U20.

## Statistiques
| Saison                | Club                  | Championnat           | Championnat | Championnat | Coupe nationale | Coupe nationale | Coupe de la Ligue | Coupe de la Ligue | Supercoupe | Supercoupe | Compétition(s) continentale(s) | Compétition(s) continentale(s) | Compétition(s) continentale(s) | Total | Total |
| Saison                | Club                  | Division              | M.          | B.          | M.              | B.              | M.                | B.                | M.         | B.         | Comp.                          | M.                             | B.                             | M.    | B.    |
| 2016-2017             | AS Monaco             | Ligue 1               | 1           | 0           | -               | -               | -                 | -                 | -          | -          | C1                             | -                              | -                              | 1     | 0     |
| 2017-2018             | AS Monaco             | Ligue 1               | 3           | 0           | 1               | 0               | -                 | -                 | -          | -          | C1                             | -                              | -                              | 4     | 0     |
| 2018-2019             | AS Monaco             | Ligue 1               | 3           | 0           | -               | -               | -                 | -                 | -          | -          | C1                             | -                              | -                              | 3     | 0     |
| 2019-2020             | AS Monaco             | Ligue 1               | -           | -           | -               | -               | -                 | -                 | -          | -          | -                              | -                              | -                              | 0     | 0     |
| Sous-total            | Sous-total            | Sous-total            | 7           | 0           | 1               | 0               | -                 | -                 | -          | -          | -                              | 0                              | 0                              | 8     | 0     |
| 2020-2021             | CD Nacional           | Liga NOS              | -           | -           | -               | -               | -                 | -                 | -          | -          | -                              | -                              | -                              | 0     | 0     |
| Sous-total            | Sous-total            | Sous-total            | -           | -           | -               | -               | -                 | -                 | -          | -          | -                              | 0                              | 0                              | 0     | 0     |
| Total sur la carrière | Total sur la carrière | Total sur la carrière | 7           | 0           | 1               | 0               | -                 | -                 | -          | -          | -                              | 0                              | 0                              | 8     | 0     |

## Palmarès

### En club
- AS Monaco
  - Championnat de France : 
    - Champion : 2017
    - Vice-champion : 2018